# Lew Solomonowitsch Mirski
Lew Solomonowitsch Mirski (russisch Лев Соломо́нович Ми́рский; * 7. Mai 1925 in Moskau; † 6. August 1996 ebenda) war ein sowjetischer Filmregisseur und Schauspieler.

## Biografie
Lew Mirski wurde am 7. Mai 1925 in Moskau geboren. Von 1943 bis 1953 diente er in der Armee, er war Teilnehmer des Großen Vaterländischen Krieges. Als Funktelegrafenbetreiber einer Funkdivision hat Feldwebel Mirski wiederholt feindliche Funkkommunikation abgefangen, versteckte feindliche Objekte aufgedeckt und deutsche Flugplätze entdeckt. Ihm gelang es, den Befehl des deutschen Kommandos über die Kapitulation der kurländischen Truppe anzunehmen.
Seit 1946 war er Mitglied der KPdSU. 1959 absolvierte er die Regieabteilung der WGIK (Werkstatt von Sergei Apollinarijewitsch Gerassimow und Tamara Fjodorowna Makarowa). Von 1966 bis 1969 und von 1971 bis 1977 war er Lehrer am Gerassimow-Institut für Kinematographie. Er wurde mit dem Orden des Roten Sterns (1945) und dem Orden des Vaterländischen Krieges (1985) ausgezeichnet. Er starb am 6. August 1996 in Moskau. Er wurde auf dem Wagankowoer Friedhof begraben.

## Filmografie
- 1958: Wer ist schuld?
- 1961: Die Karriere von Dima Gorin
- 1961: Der Tolpatsch
- 1963: Morgenzüge
- 1969: Es war im Geheimdienst
- 1970: Zwei Tage voller Wunder
- 1971: Hurra!
- 1973: Große Hicks
- 1973: Die großen Habenichtse
- 1974: Der Tag beginnt um Mitternacht
- 1974: Jeralasch
- 1975: Das Geheimnis der Berghöhle
- 1977: Rote Schwarzerde
- 1979: So wird es sein
- 1981: Nacht des Vorsitzenden
- 1983: Taiga-Segler